# Carbure de fer
Un carbure de fer est un composé chimique du fer et du carbone.
Le principal carbure de fer est la cémentite Fe3C, un composant des aciers et des fontes. La cémentite existe aussi à l'état naturel sous la forme du minéral appelé cohénite, qu'on a d'abord découvert dans des météorites de fer et des météorites mixtes, puis qu'on a trouvé sur Terre dans des environnements particulièrement réducteurs.
Un autre carbure de fer, Fe5C2, se forme parfois lors de la fusion des métaux ferreux. En 2019 on l'a découvert à l'état naturel dans la météorite de Wedderburn ; ce nouveau minéral a été dénommé edscottite.
En 1975 on découvre un troisième carbure de fer, Fe7C3, stable au-dessus de 6 GPa,. En 2009, la fusion de Fe7C3 et de Fe3C est étudiée jusqu'à 70 GPa ; l'extrapolation de ses résultats indique que Fe7C3 doit remplacer Fe3C au solidus du système Fe-C vers 120 GPa, faisant de Fe7C3 la phase probable du carbone dans le noyau interne de la Terre.